# Ubaldo Gandolfi
Pour les articles homonymes, voir Famille Gandolfi.
Ubaldo Gandolfi, né en 1728 à San Matteo della Decima, frazione de San Giovanni in Persiceto, dans la province de Bologne, en Émilie-Romagne, et mort à Ravenne en 1781, est un peintre italien du baroque tardif, appartenant à l'école bolonaise.

## Biographie
Avec son frère Gaetano, Ubaldo Gandolfi fait partie d'une famille d'artistes italiens prolifiques.
Il se forme au sein de l'académie Clémentine sous la direction de Felice Torelli, Ercole Graziani et Ercole Lelli, responsables de la culture raffinée mais conventionnelle qui imprègne ses premiers tableaux connus.
À la suite d'un voyage à Venise, il renouvelle son langage sans renier ses racines attachées au naturalisme de Carrache.
Ses fils Giovanni Battista et Ubaldo Lorenzo, et ses neveux Mauro, Democrito (élève d'Antonio Canova) et sa nièce Clementina furent les derniers représentants de la peinture bolonaise, née deux siècles après les Carracci.
Ubaldo Gandolfi meurt à Ravenne en 1781.

## Œuvres

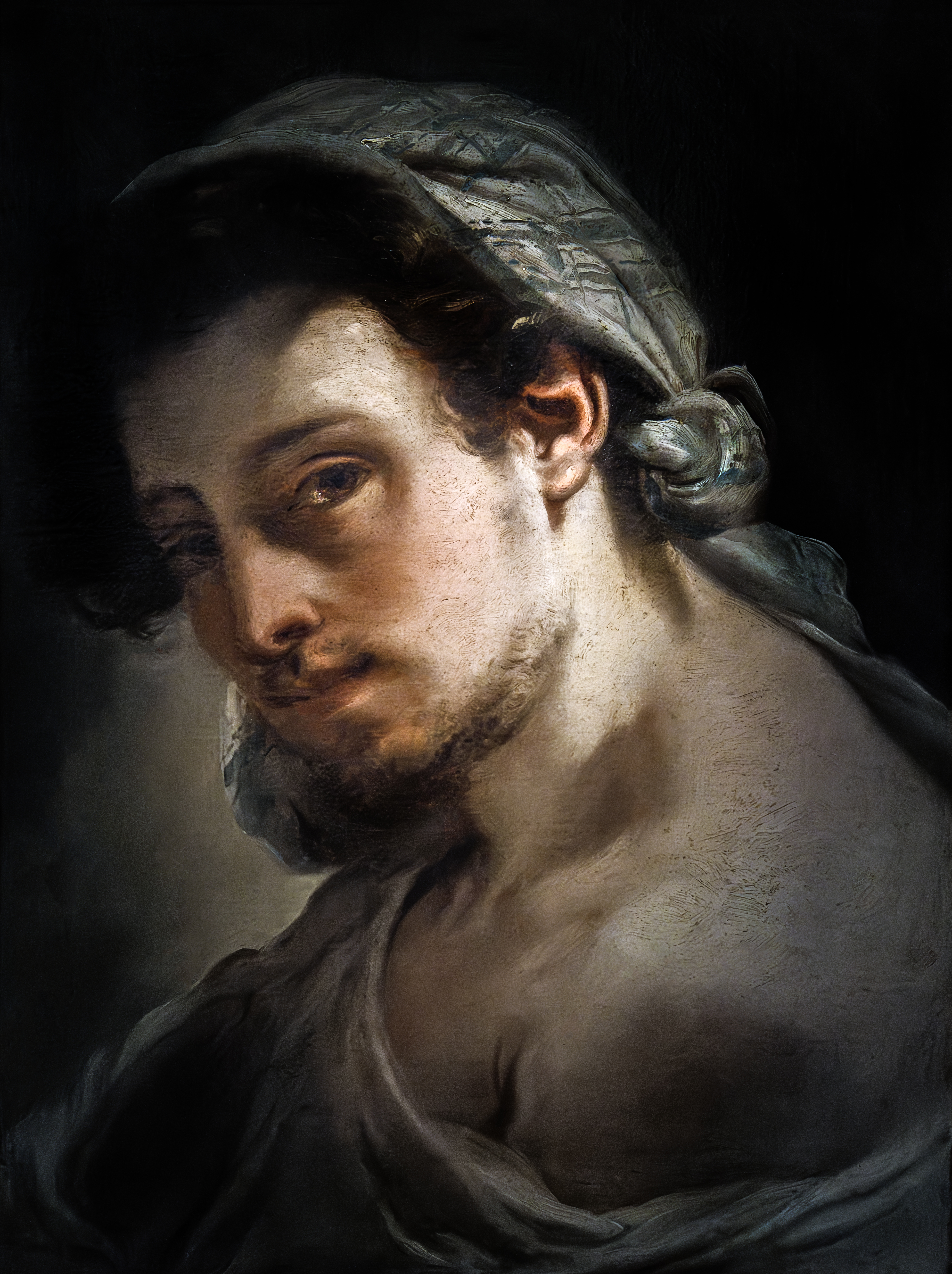
Jeune homme avec un mouchoir sur la tête, Pinacoteca Egidio Martini

Il réalise des fresques, de nombreuses commandes de l'Église et a également une importante production de « figures de caractère ».
Il termine des toiles à sujets mythologiques du Palazzo Marescalchi à Bologne, dont deux sont conservées aujourd'hui aux États-Unis, au Museum of North Carolina.
- Madone en gloire et saints (1759), église paroissiale de Castel San Pietro, près de Bologne (esquisse aux Offices)[1]
- Vierge à l'Enfant, saint Dominique et Vincenzo Ferreri, basilique Saint-Dominique, Bologne
- Cristo e l'Adultera, Stadtische Kunstsammlungen, Augsbourg
- Cristo e la Cananea, Chiesa Santa Maria Misericordia, Bologne
- Busto di vecchio con turbante, galerie des Offices, Florence
- Natura morta, collection privée, Bergame
- I Santi Marco, Sebastiano e Antonio Abate (bozzetto), collection privée, Cento
- I Santi Marco, Sebastiano e Antonio Abate, Chiesa di san Marco Vigorso, Budrio
- Madonna con Bambino e Santi Giorgio e Francesco, Chiesa di San Giorgio, Castel Bolognese
- Madonna con Bambino e San Gaetano da Thiene, Pinacoteca Civica, Cento
- Annunciazione, Pinacoteca Civica, Cento
- Mercurio induce al sonno Argo, North Carolina Museum of Art, Raleigh, Caroline du Nord (USA)
- Mercurio in procinto di decapitare Argo, North Carolina Museum of Art, Raleigh, Caroline du Nord (USA)
- Frate che legge, Museo provinciale dei Frati Minori Cappuccini, Bologne
- Ritratto Del Marchese Casali, Pinacoteca Nazionale, Bologne
- Busto di Donna, Ashmolean Museum, Oxford
- Studio di testa di donna, musée du Louvre, Paris
- Beato Giacomo Primadizzi, Chiesa di San Paolo in Monte, Bologne
- L'educazione della Vergine, Collegiata de San Giovanni in Persiceto
- Sant'Emidio intercede per la cessazione del terremoto, église San Giuliano, Bologne

### Expositions sur la famille Gandolfi
- Gaetano e Ubaldo Gandolfi - Opere scelte à Cento du 13 avril au 16 juin 2002
- I Gandolfi - Itinerari bolognesi, du 7 juin au 29 août 2002, Cappella Farnese
- I Gandolfi - Dipinti e disegni, du 10 mai al 10 juin 2006, Galleria d'arte Fondantico, Bologne

## Source
- (en) Cet article est partiellement ou en totalité issu de l’article de Wikipédia en anglais intitulé « Ubaldo Gandolfi » (voir la liste des auteurs).